# Micromitrium
Micromitrium là một chi rêu trong họ Ephemeraceae.